# Jean Vilar

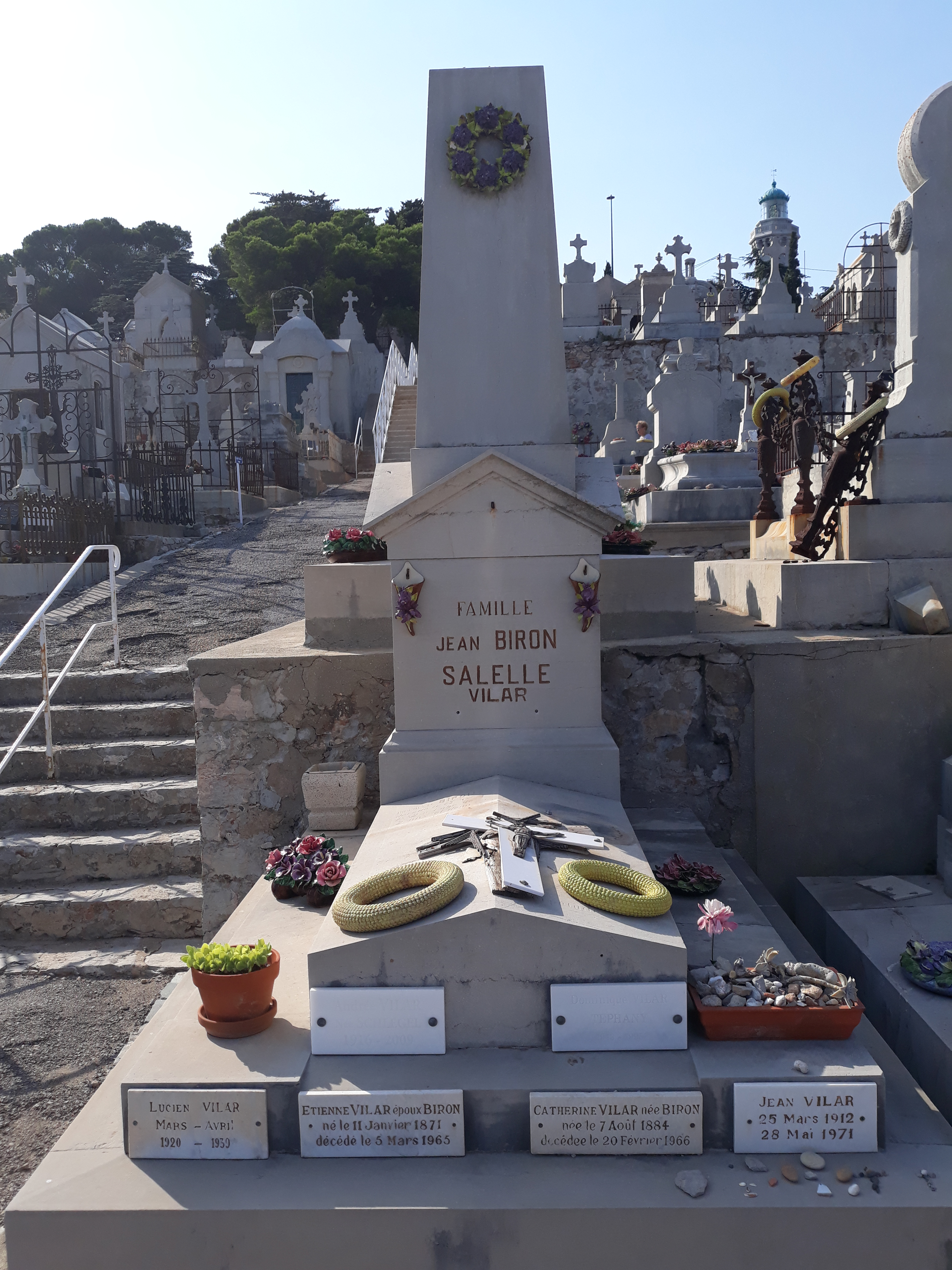
Das Grab von Jean Vilar im Familiengrab auf dem Cimetière marin in Sète (Hérault).

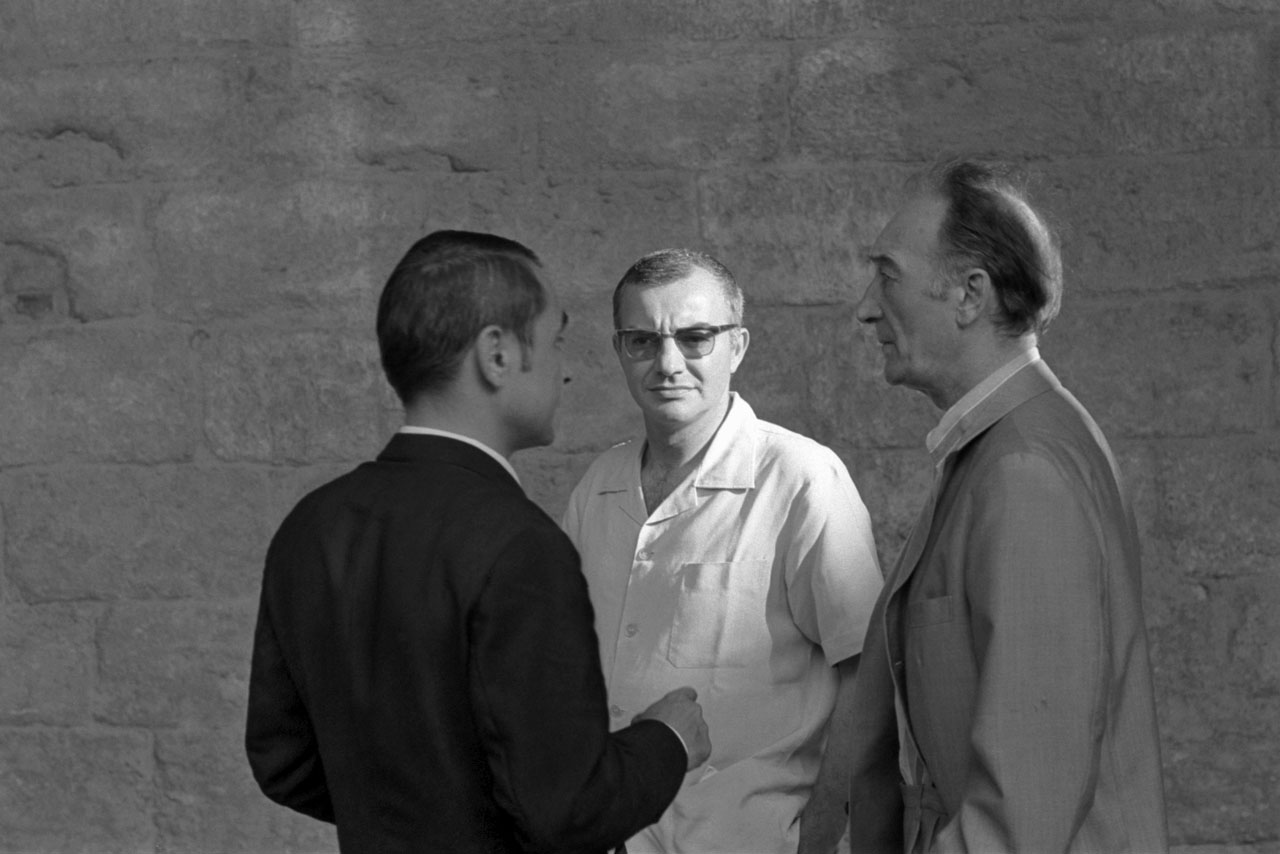
Jean Vilar (rechts) im Festival von Avignon 1967 mit Antoine Bourseiller (links) und François Billetdoux.

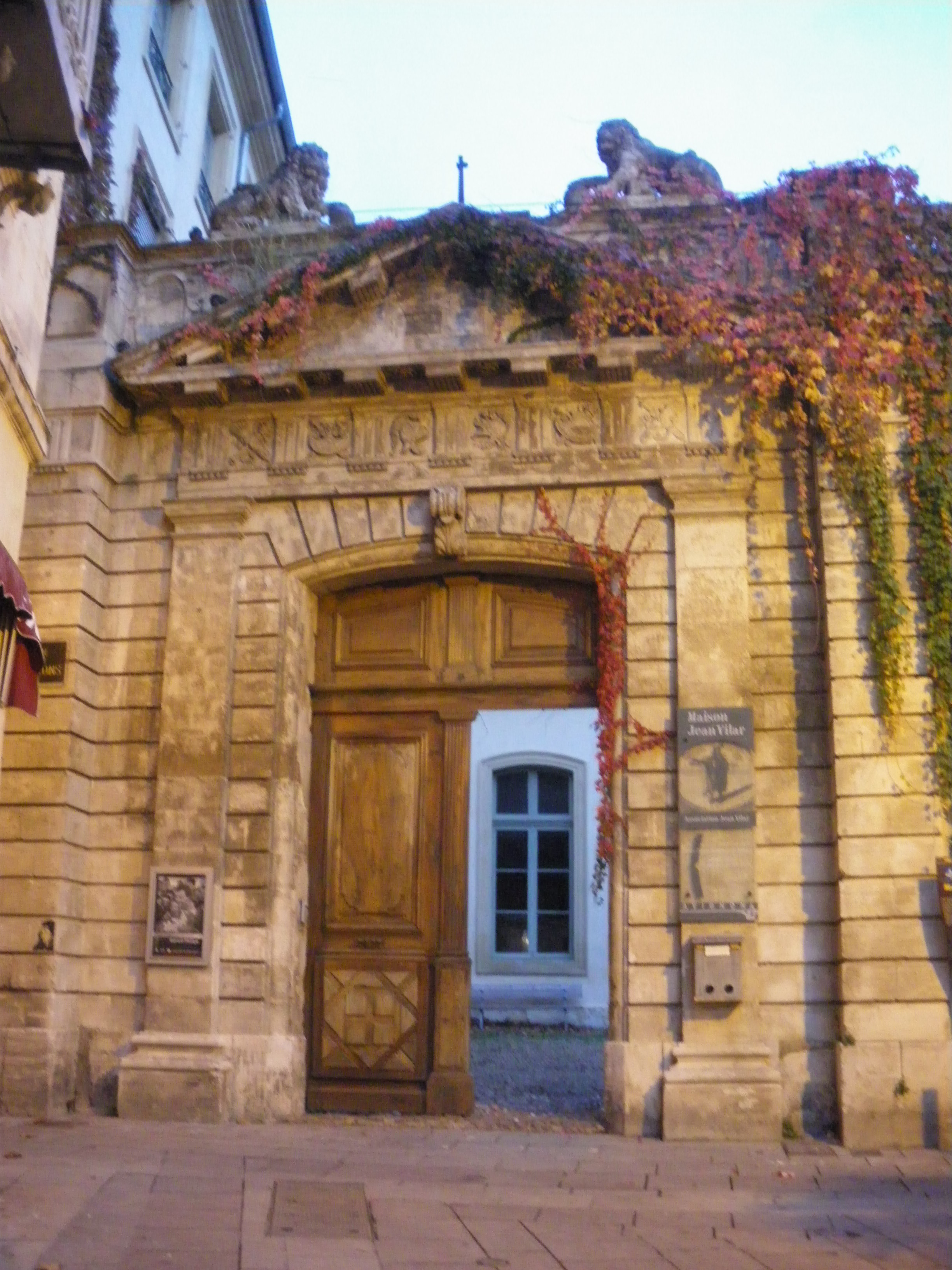
Eingangstor zur ‚Maison Jean Vilar‘ in Avignon

Jean Vilar (* 25. März 1912 in Sète; † 28. Mai 1971 ebenda) war ein französischer Schauspieler, Theaterregisseur und Theaterintendant. Nachhaltige Bekanntheit erlangte er vor allem als Gründer des Festivals von Avignon.

## Leben
Vilar erhielt seine Ausbildung bei Charles Dullin am Théâtre de l’Atelier. Dort begann er auch als Schauspieler und Regisseur. 1941 spielte er in einem Wanderensemble und gründete 1943 das Théâtre de Poche Montparnasse. Hier brachte er unter anderem Molières Don Juan und Strindbergs Totentanz heraus. 1945 hatte er großen Erfolg mit der Inszenierung von Eliots Mord im Dom am Théâtre du Vieux-Colombier.
1947 gründete er das Festival von Avignon. Diese Veranstaltung erlangte unter seiner Leitung internationales Ansehen. Hier inszenierte Vilar zahlreiche Klassiker wie Richard II. (1948/49), Dantons Tod (1948) und, besonders erfolgreich, Prinz Friedrich von Homburg (1951) mit Gérard Philipe. Bis zu seinem Tod leitete Vilar die Festspiele.
1951 übernahm er zudem das Pariser Théâtre National Populaire (TNP), dessen Leitung er bis 1961 innehatte. Er bemühte sich, diese Spielstätte zu einem Volkstheater in seiner ursprünglichen Bedeutung werden zu lassen. Sein Zielpublikum waren die einfachen Leute, die er durch verschiedene Maßnahmen wie niedrige Eintrittspreise, besondere Abonnementsregelungen, preiswerte Mahlzeiten vor der Aufführung, kostenlose Garderobe, Bustransporte und regelmäßige Diskussionsrunden zu gewinnen suchte.
Die Inszenierungen des Volkstheaters waren geprägt durch karge Bühnenbilder, aber aufwändige Kostüme, viel Musik und eine gestenreiche Aufführungspraxis. Vilar brachte Klassiker von Tschechow, Pirandello, Kipphardt und Brecht (Mutter Courage und ihre Kinder, Der aufhaltsame Aufstieg des Arturo Ui) zur Aufführung. Er selbst übernahm die Titelrolle in Richard II. und in Der Geizige.
1969 inszenierte er in der Arena di Verona „Don Carlo“ von Giuseppe Verdi.

## Filmografie als Schauspieler (Auswahl)
- 1946: Pforten der Nacht (Les Portes de la nuit)
- 1947: Die Haifische von Gibraltar (Les Requins de Gibraltar)
- 1948: Die Brüder Bouquinquant (Les Frères Bouquinquant)
- 1948: Am Rande des Abgrunds (Carrefour du crime)
- 1948: Eifersucht (Bagarres)
- 1950: Schwurgericht (Justice est faite)
- 1952: Das Gelübde des Priesters (Jocelyn)
- 1956: Die Abenteuer des Till Ulenspiegel (Les Aventures de Till L’Espiègle)
- 1971: Raphael, der Wüstling (Raphaël ou le débauché)